# 16116 Balakrishnan
16116 Balakrishnan este un asteroid din centura principală de asteroizi.

## Descriere
16116 Balakrishnan este un asteroid din centura principală de asteroizi. A fost descoperit pe 6 decembrie 1999 la Socorro, New Mexico, în cadrul proiectului LINEAR. Asteroidul prezintă o orbită caracterizată de o semiaxă mare de 2,40 ua, o excentricitate de 0,24 și o înclinație de 2,4° în raport cu ecliptica.